# Li Cunxin
Li Cunxin ( 李存信 en mandarin) est un danseur d'origine chinoise, de nationalité américaine puis australienne, né le 26 janvier 1961 dans un village à côté de la ville de Qingdao dans la province Shandong, en République populaire de Chine sous le régime de Mao Zedong.

## Biographie
Né dans la pauvreté, le jeune Li Cunxin vit avec ses parents et ses frères dans un village paysan où il fut découvert à l'âge de onze ans par des membres du parti communiste agissant sous l'ordre de Madame Mao dans le but de trouver de jeunes adolescents avec des talents particuliers. Grâce à l'implication de son enseignante, le jeune Li Cunxin est remarqué car il fait du ballet et est envoyé à Pékin dans l'Académie nationale de la danse. Il se démarque par sa persévérance vu qu'il était un des élèves les moins doués au début et faisait des entrainements supplémentaires aux journées d'entraînement qui pouvaient déjà durer autour de seize heures par jour. Lorsque le chorégraphe américain Ben Stevenson découvre ce jeune étudiant, il réussit à lui obtenir un stage d'échange d'été de six semaines au sein du Ballet de Houston durant l'année 1981 ,,.
Li Cunxin, malgré une éducation hostile au capitalisme, découvre bientôt les avantages de la liberté de l'Occident aux États-Unis. Il tombe amoureux de la danseuse américaine Elizabeth Mackey. Par hasard, il devient la nouvelle vedette du ballet en remplaçant le danseur principal qui s'était blessé le matin pour une grande première au sein du Ballet de Houston. Il tente de rester dans le pays en consultant l'avocat Charles Foster et décide d'épouser Elizabeth Meckey afin de rester dans le pays. Lorsqu'une demande officielle de prolongation de stage est refusée par son pays natal, Li Cunxin se rend au consulat général de la République populaire de Chine à Houston avec, entre autres, Ben Stevenson, Charles Foster et Elizabeth Mackey ; il y est séparé d'eux et détenu au sein du consulat par force. Ce n'est que lorsque la presse exerce une pression grandissante et lorsque des diplomates américains ainsi que le Federal Bureau of Investigation interviennent que l'incident trouve sa fin. Li Cunxin peut rester au pays en se faisant expatrier de son pays d'origine.
Il poursuit donc sa carrière à Houston et ne revoit sa famille que plusieurs années plus tard sans nouvelles et contacts. Durant sa carrière grandissante, il devient le partenaire de la danseuse australienne Mary McKendry et tombe amoureux d'elle. Il se sépare de sa première femme qui poursuivra une carrière de danse professionnelle aux États-Unis. Le nouveau couple se marie en 1987 et a trois enfants. Ils déménagent à Melbourne en Australie en 1995. Li Cunxi y rejoint l'Australian Ballet pour ses dernières années de carrière.

## Le dernier danseur de Maoen tant que livre et film
En 2003, il publie son autobiographie intitulée Le dernier danseur de Mao qui obtient le prix du livre de l'année en Australie. Une version pour enfants, sortie en 2008, obtient le titre du meilleur livre pour enfants en Australie. 
Les directeurs Bruce Beresford et l'écrivain Jan Sardi adaptent l'histoire pour un film du même nom qui sort en 2009. Li Cunxi y est joué par le jeune acteur chinois Chi Cao choisi par Li Cunxi lui-même ainsi que par Chengwu Guo et Wen Bin Huang pour les passages du film racontant la jeunesse et l'adolescence du danseur. Les acteurs Kyle MacLachlan, Joan Chen et Bruce Greenwood sont les vedettes les plus connues du film. MacLachlan et Chen y collaborent pour la toute première fois depuis la télésérie Twin Peaks par Mark Frost et David Lynch. Le film sort le premier octobre 2009 en Australie. Ce film a gagné quatre prix en quatorze nominations de l'Australian Film Institute, de l'Australian Screen Sound Guild, des IF Awards et du Festival international du film de São Paulo. Les quatre prix remportés sont ceux de la meilleure bande son et du choix de lecteurs limités de nouvelles de l'Australian Film Institute, l'ASSG Award pour le son et l'enregistrement du son de l'Australian Screen Sound Guild et le Prix du public pour le meilleur film en langue étrangère du Festival international du film de São Paulo qu'il se partage avec le film Los abrazos rotos.